# Dedingin
Dedingin is een bestuurslaag in het regentschap Aceh Tengah van de provincie Atjeh, Indonesië. Dedingin telt 223 inwoners (volkstelling 2010).